# Vụ bắt cóc Elizabeth Smart
Vụ bắt cóc Elizabeth Smart xảy ra vào ngày 05 tháng 6 năm 2002, khi cô gái 14 tuổi người Mỹ Elizabeth Smart bị bắt cóc từ phòng ngủ ở Salt Lake City, Utah, Hoa Kỳ. Smart đã được tìm thấy còn sống chín tháng sau đó vào ngày 12 tháng 3 năm 2003, tại Sandy, Utah, cự ly khoảng 18 km từ nhà cô bé, trong công ty của Brian David Mitchell và Wanda Ileen Barzee, những kẻ bị kết tội bắt cóc cô, nhưng ban đầu được tòa phán quyết là không phải chịu xét xử. Barzee, trong năm 2009, và Mitchell (sau đó là 57), trong năm 2010, cuối cùng đã bị kết án. Hắn bị giam tại nhà tù quận Salt Lake sau tuyên án của mình vào ngày 25 tháng năm 2011. Ngày 31 tháng 8, hắn bị chuyển đến nhà tù liên bang để bắt đầu thụ án chung thân cho tội ác của mình. Vụ bắt cóc Elizabeth và tìm ra cô bé đã được thông báo rộng rãi và là chủ đề của một bộ phim truyền hình và một cuốn sách xuất bản.

## Diễn biến
Cho đến lúc 14 tuổi, một lần Elizabeth cùng các chị em gái được theo mẹ xuống khu phố dưới để mua sắm quần áo mới thì cô lọt vào sự chú ý một gã đàn ông 50 tuổi, rất dơ dáy là Brian David Mitchell. Sau đó ông ta xin vào làm việc tại điền trang của gia đình Smart.
Ngày 5 tháng 6 năm 2002, Mitchell đã lẻn vào phòng ngủ của Elizabeth bắt cô lên ngọn núi ngay sau nhà. Ông ta mang Elizabeth đến khu cắm trại lưu động cách nhà của cô không xa, nơi ông ta sống trong một căn lều với vợ là Wanda Barzee. Họ đã tổ chức một nghi thức lễ kết hôn để biến Elizabeth thành vợ của Mitchell bằng cách ép buộc, sau đó Mitchell cưỡng hiếp cô, không phải một lần mà lặp đi lặp lại mỗi ngày trong suốt 9 tháng bị cầm tù. Trong thời gian này Elizabeth còn bị bỏ đói, bị trói chặt vào gốc cây bằng sợi xích sắt để ngăn bỏ trốn thậm chí bị ép phải khỏa thân đi quanh nhà....
Mỗi lần vợ chồng nhà Mitchell mang em theo xuống phố, chúng bắt em mặc áo trùm kín từ đầu đến chân, đeo mạng che mặt, chỉ hở ra mỗi đôi mắt.
Gia đình nhà Elizabeth đã nỗ lực tìm kiếm và đến tháng 3 năm 2003, cô được giải cứu nhưng cô đã bị ám ảnh nặng về 09 tháng làm nô lệ tình dục. Sau này Elizabeth đi khắp nước Mỹ, tham dự các buổi gặp mặt, tổ chức những cuộc vận động cho quỹ từ thiện mang tên Elizabeth Smart. Quỹ Elizabeth Smart tập trung cho mục tiêu giúp đỡ những trẻ em bị bắt cóc. Số tiền họ quyên góp được dành để chuyển về các trường học, đầu tư cho chương trình giáo dục học sinh những kĩ năng tự phòng vệ cơ bản để các em có thể tự cứu mình trong tình huống xấu nhất. Một phần tiền còn lại thì được góp vào ngân sách dành cho những cuộc tìm kiếm trẻ em mất tích khắp nước Mĩ.